# Horchata

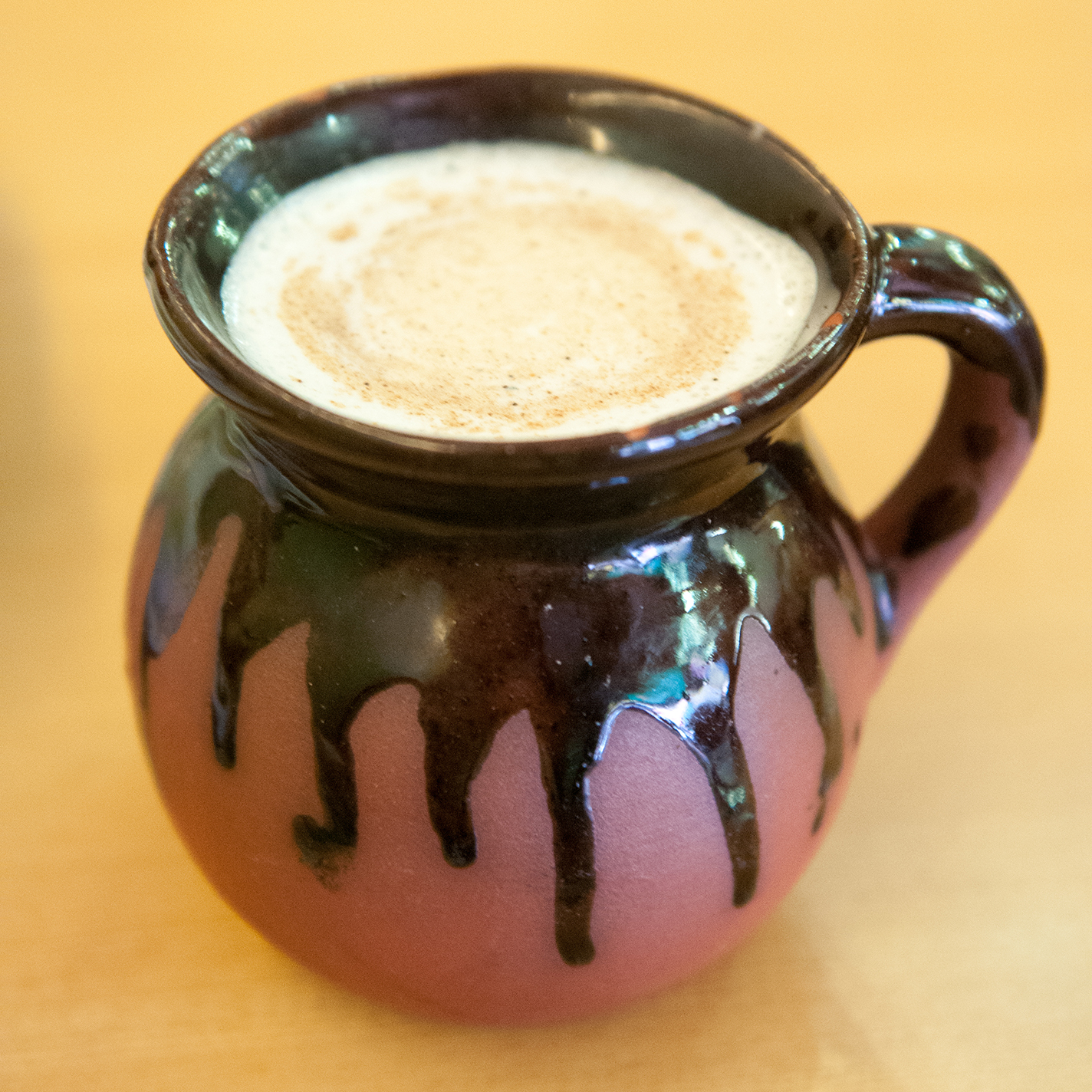
Một hũ sữa Horchata ở Mexico

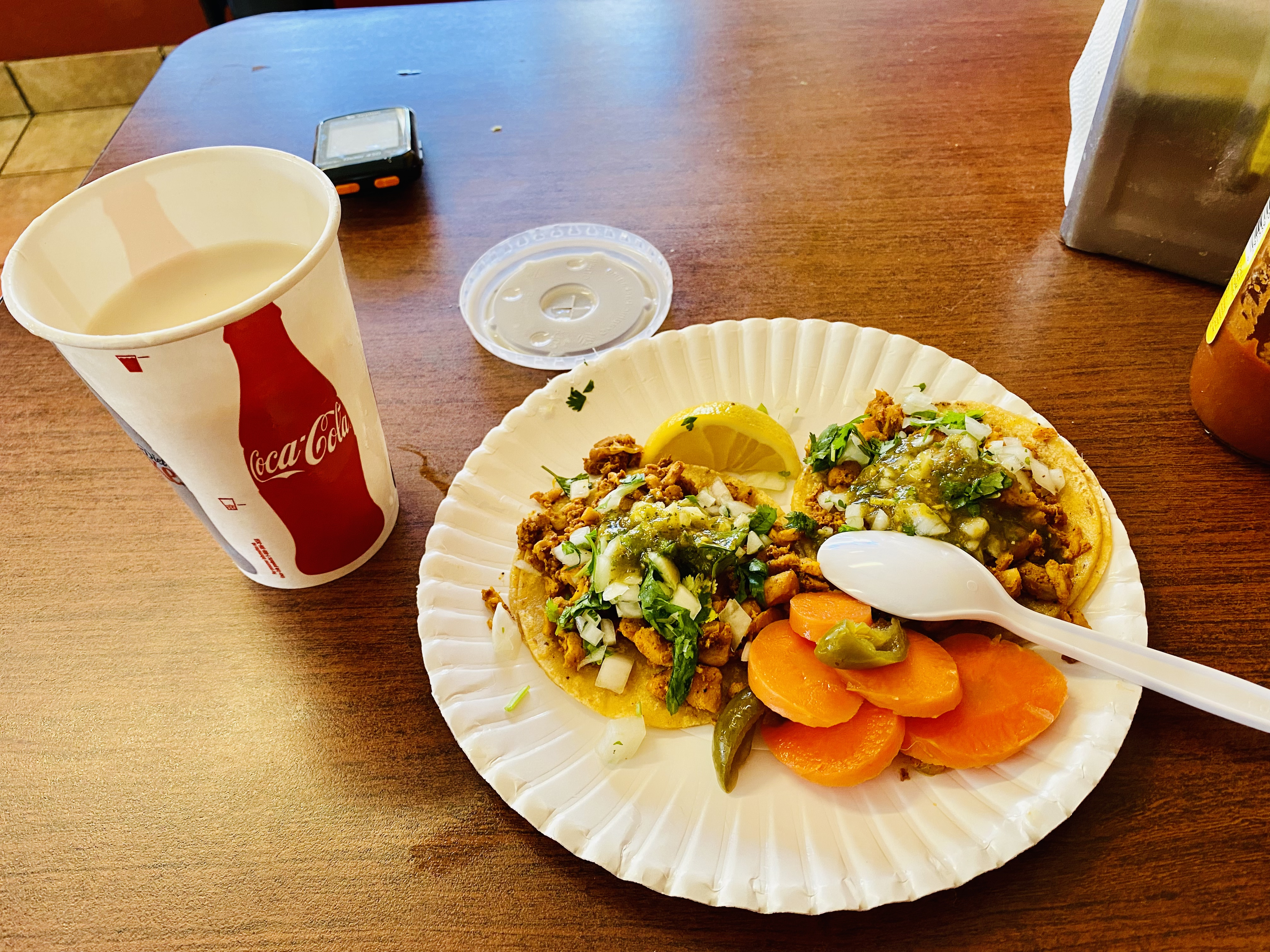
Đồ uống Horchata trong một bữa ăn nhanh

Horchata hay Orxata là tên được đặt cho nhiều loại đồ uống khác nhau, thường có nguồn gốc từ thực vật (sữa thực vật), nhưng đôi khi có hàm chứa sữa động vật. Ở Tây Ban Nha, nó được làm bằng hạt hổ (Tiger nut) ngâm, xay và làm ngọt. Ở Châu Mỹ Latinh và các khu vực khác của Châu Mỹ, thức uống này có nguyên liệu là jicaro, dưa hoặc hạt mè, hoặc gạo trắng, cùng với các loại gia vị khác. Các loại khác nhau có thể được phục vụ nóng hoặc dùng lạnh và có thể được sử dụng làm tăng hương vị trong các loại đồ uống khác, chẳng hạn như cà phê sinh tố. Horchata trong vai trò như một hương vị còn hiện diện trong mùi vị kem, bánh quy và các loại đồ ngọt khác và các sản phẩm khác như RumChata, một loại đồ uống có cồn. Một số cửa hàng bán sinh tố, cà phê và nhà hàng McDonald's ở Hoa Kỳ đã thử nghiệm cà phê sinh tố có hương vị Horchata.

## Lịch sử
Món đồ uống Horchata có một lịch sử từ lâu đời. Cái tên Horchata này có lẽ bắt nguồn từ một từ tiếng Latinh có nghĩa là lúa mạch, thuật ngữ Hordeata đến lượt nó lại xuất phát từ Hordeum (lúa mạch) có liên quan đến truyền thống chế độ ăn Địa Trung Hải về đồ uống làm từ ngũ cốc. Đồ uống này có nguồn gốc từ Bắc Phi và người ta ước tính rằng trong thế kỷ XI, nó bắt đầu lan rộng khắp Hispania (nay là bán đảo Tây-Bồ gồm Tây Ban Nha và Bồ Đào Nha). Có những ghi chép từ thế kỷ XIII về một loại đồ uống giống như Horchata được sản xuất gần Valencia nơi mà nó là thức uống thông dụng. Từ Tây Ban Nha, khái niệm về Horchata đã được đưa đến Tân Thế giới. Ở đây, đồ uống được gọi là Agua de horchata hoặc đơn giản là Horchata được làm từ gạo trắng và quế hoặc canella thay thế hạt hổ. Đôi khi những thức uống này có thêm vani hoặc được phục vụ trang trí bằng trái cây.